# Fussballclub Winterthur 2018-2019
Questa voce raccoglie le informazioni riguardanti il Fussballclub Winterthur nelle competizioni ufficiali della stagione 2018-2019.

## Stagione
Nella stagione 2018-2019 il Winterthur, allenato da Ralf Loose, concluse il campionato di Challenge League al 4º posto. In Coppa Svizzera il Winterthur fu eliminato agli ottavi di finale dal Basilea.

## Rosa
| N. |                                 | Ruolo | Calciatore       |
| -- | ------------------------------- | ----- | ---------------- |
| 1  | Svizzera (bandiera)             | P     | Raphael Spiegel  |
| 2  | Svizzera (bandiera)             | D     | Nicolas Stettler |
| 4  | Bosnia ed Erzegovina (bandiera) | D     | Sead Hajrović    |
| 4  | Svizzera (bandiera)             | D     | Granit Lekaj     |
| 5  | Svizzera (bandiera)             | D     | Julian Roth      |
| 6  | Costa d'Avorio (bandiera)       | C     | Ousmane Doumbia  |
| 7  | Svizzera (bandiera)             | A     | Luka Sliskovic   |
| 8  | Kosovo (bandiera)               | C     | Eris Abedini     |
| 10 | Svizzera (bandiera)             | C     | Roberto Alves    |
| 11 | Italia (bandiera)               | C     | Luca Radice      |
| 14 | Svizzera (bandiera)             | A     | Patrick Sutter   |
| 17 | Albania (bandiera)              | A     | Taulant Seferi   |
| 19 | Svizzera (bandiera)             | D     | Enrique Wild     |
| 20 | Svizzera (bandiera)             | D     | Marin Cavar      |

| N. |                     | Ruolo | Calciatore          |
| -- | ------------------- | ----- | ------------------- |
| 20 | Kosovo (bandiera)   | D     | Valon Hamdiu        |
| 21 | Svizzera (bandiera) | D     | Remo Arnold         |
| 22 | Svizzera (bandiera) | C     | Karim Gazzetta      |
| 25 | Estonia (bandiera)  | A     | Mark Lepik          |
| 27 | Svizzera (bandiera) | D     | Tobias Schättin     |
| 28 | Svizzera (bandiera) | D     | Marc Schmid         |
| 29 | Germania (bandiera) | D     | Gabriel Isik        |
| 30 | Svizzera (bandiera) | C     | Rijad Saliji        |
| 31 | Kosovo (bandiera)   | D     | Denis Markaj        |
| 32 | Albania (bandiera)  | P     | Andrea Hoxha        |
| 32 | Svizzera (bandiera) | P     | Alexis Rüegg        |
| 32 | Svizzera (bandiera) | C     | Liridon Mulaj       |
| 33 | Svizzera (bandiera) | C     | Davide Callà        |
| 36 | Svizzera (bandiera) | P     | Bojan Milosavljević |

## Maglie e sponsor
Il fornitore ufficiale di materiale tecnico per la stagione 2018-2019 è Gpard, mentre lo sponsor di maglia è Keller AG für Druckmesstechnik.
| 1ª divisa | 2ª divisa |

## Organigramma societario
Area tecnica
- Allenatore: Ralf Loose
- Allenatore in seconda: Dario Zuffi
- Preparatore dei portieri: Paolo Cesari
- Preparatori atletici:

## Calciomercato

### Sessione estiva
| Acquisti | Acquisti        | Acquisti        | Acquisti       |
| R.       | Nome            | da              | Modalità       |
| -------- | --------------- | --------------- | -------------- |
| C        | Roberto Alves   | Wil             | prestito       |
| C        | Remo Arnold     | Lucerna         | prestito       |
| C        | Davide Callà    | Basilea         | svincolato     |
| A        | Jordan Gele     | (ex Nantes B)   | svincolato     |
| D        | Sead Hajrović   | Wohlen          | svincolato     |
| D        | Granit Lekaj    | Wil             | svincolato     |
| A        | Alexis Rüegg    | Winterthur U-21 | proprio vivaio |
| D        | Tobias Schättin | Zurigo          | fine prestito  |
| D        | Marc Schmid     | Winterthur U-21 | proprio vivaio |
| C        | Taulant Seferi  | Wohlen          | svincolato     |
| P        | Raphael Spiegel | Boavista        | svincolato     |
| D        | Enrique Wild    | Winterthur U-21 | proprio vivaio |

| Cessioni | Cessioni            | Cessioni                  | Cessioni      |
| R.       | Nome                | a                         | Modalità      |
| -------- | ------------------- | ------------------------- | ------------- |
| P        | Yannik Bünzli       | non conosciuta (bandiera) | svincolato    |
| D        | Leandro Di Gregorio | Stade Nyonnais            | svincolato    |
| C        | Kwadwo Duah         | Servette                  | svincolato    |
| D        | Guillaume Katz      | Echallens                 | svincolato    |
| C        | Tiziano Lanza       | YF Juventus               | svincolato    |
| C        | Krešo Ljubičić      | Bayern Alzenau            | svincolato    |
| D        | Jordi López         | Unión Adarve              | fine prestito |
| P        | Matthias Minder     | Neuchâtel Xamax           | svincolato    |
| D        | Ambre Nsumbu        | non conosciuta (bandiera) | svincolato    |
| D        | Kofi Schulz         | Apollōn Smyrnīs           | fine prestito |
| A        | Sílvio              | Wil                       | svincolato    |
| D        | Nicolas Stettler    | Zurigo                    | fine prestito |
| C        | Dario Ulrich        | Kriens                    | svincolato    |

### Sessione invernale
| Acquisti | Acquisti          | Acquisti        | Acquisti |
| R.       | Nome              | da              | Modalità |
| -------- | ----------------- | --------------- | -------- |
| C        | Eris Abedini      | Lugano          | prestito |
| D        | Marin Cavar       | Zurigo U-21     | ?        |
| A        | Mark Anders Lepik | Flora Tallinn   | prestito |
| C        | Liridon Mulaj     | Neuchâtel Xamax | prestito |
| C        | Patrick Sutter    | San Gallo       | prestito |

| Cessioni | Cessioni              | Cessioni                  | Cessioni      |
| R.       | Nome                  | a                         | Modalità      |
| -------- | --------------------- | ------------------------- | ------------- |
| A        | Jordan Gelé           | non conosciuta (bandiera) | ?             |
| C        | Nikola Milosavlijevic | Sion                      | fine prestito |
| A        | Manuel Sutter         | Vaduz                     | svincolato    |

## Risultati

### Challenge League

#### Prima fase, girone di andata
| Arbitro: | Piccolo |

|                 |           |  |
| Silvio 56’, 82’ | Marcatori |  |

| Arbitro: | Gut |

|                             |           |             |
| Gazzetta 64’ Callà 77’, 86’ | Marcatori | 90’ Almeida |

| Arbitro: | Piccolo |

|  |           |                                                   |
|  | Marcatori | 1’ Isik 7’ (aut.) Rohrbach 48’ Doumbia 83’ Seferi |

| Arbitro: | Schärli |

|               |           |              |
| Sliskovic 53’ | Marcatori | 56’ Siegrist |

| Arbitro: | Wolfensberger |

|               |           |  |
| Koné 15’, 68’ | Marcatori |  |

| Arbitro: | Gut |

|          |           |                      |
| Gele 42’ | Marcatori | 27’ (rig.) Castroman |

| Arbitro: | Bieri |

|  |           |           |
|  | Marcatori | 75’ Alves |

| Arbitro: | Dudic |

|                        |           |          |
| Doumbia 36’ Seferi 61’ | Marcatori | 84’ Rapp |

| Arbitro: | Marri |

|  |           |               |
|  | Marcatori | 70’ Josipovic |

#### Prima fase, girone di ritorno
| Arbitro: | San |

|                   |           |                                   |
| Zverotić 42’, 54’ | Marcatori | 33’ Wild 47’ Seferi 62’ Sliskovic |

| Arbitro: | Piccolo |

|                      |           |           |
| Callà 23’ Seferi 34’ | Marcatori | 58’ Tadić |

| Arbitro: | Tschudi |

|                            |           |                         |
| Tranquilli 34’ Caetano 90’ | Marcatori | 64’ Seferi 82’ Gazzetta |

| Arbitro: | Jaccottet |

|                                          |           |                              |
| Sliskovic 11’ Isik 36’ Seferi 62’ (rig.) | Marcatori | 49’ Turkeš 90’ Güntensperger |

| Arbitro: | San |

|              |           |                                      |
| Sliskovic 6’ | Marcatori | 18’ Schalk 49’ Alphonse 55’ Wüthrich |

| Arbitro: | Piccolo |

|                                           |           |           |
| Dominguez 12’, 60’ Pos 33’, 45’ Silva 73’ | Marcatori | 82’ Alves |

| Arbitro: | Horisberger |

|           |           |                        |
| Rüedi 14’ | Marcatori | 62’ Radice 84’ Doumbia |

| Winterthur 9 dicembre 2018, ore 15:00 CET 17ª giornata | Winterthur | 0 – 0 referto | Wil | Stadion Schützenwiese (2 800 spett.)\| Arbitro: \| Cibelli \| |
| Arbitro:                                               | Cibelli    |               |     |                                                               |

| Arbitro: | Fähndrich |

|                |           |                                  |
| Milinceanu 16’ | Marcatori | 19’ Callà 35’ Hajrović 45’ Alves |

#### Seconda fase, girone di andata
| Arbitro: | Horisberger |

|                       |           |  |
| Radice 13’ Seferi 89’ | Marcatori |  |

| Arbitro: | San |

|                           |           |  |
| Dzonlagic 26’ Selmani 32’ | Marcatori |  |

| Arbitro: | Piccolo |

|                                |           |  |
| Callà 17’ Alves 28’ Radice 78’ | Marcatori |  |

| Arbitro: | Fähndrich |

|             |           |               |
| Pollero 12’ | Marcatori | 89’ Sliskovic |

| Arbitro: | Tschudi |

|               |           |               |
| Sliskovic 89’ | Marcatori | 81’ Geissmann |

| Arbitro: | Erlachner |

|                |           |  |
| Cortelezzi 66’ | Marcatori |  |

| Arbitro: | Piccolo |

|  |           |           |
|  | Marcatori | 30’ Bürgy |

| Arbitro: | Cibelli |

|                                                         |           |                     |
| Schalk 13’ Stevanović 49’ Koné 70’ Imeri 83’ Chagas 88’ | Marcatori | 6’ Doumbia 90’ Isik |

| Arbitro: | Schärli |

|           |           |                                           |
| Çiçek 84’ | Marcatori | 29’ (rig.) Sliskovic 82’ Alves 90’ Seferi |

#### Seconda fase, girone di ritorno
| Winterthur 5 aprile 2019, ore 20:00 CEST 28ª giornata | Winterthur    | 0 – 0 referto | Kriens | Stadion Schützenwiese (3 000 spett.)\| Arbitro: \| Wolfensberger \| |
| Arbitro:                                              | Wolfensberger |               |        |                                                                     |

| Arbitro: | Horisberger |

|                              |           |                         |
| Maierhofer 46’ Karanović 77’ | Marcatori | 64’ Sliskovic 90’ Cavar |

| Arbitro: | Klossner |

|                                |           |                                           |
| Alves 13’ Sliskovic 38’ (rig.) | Marcatori | 31’ (aut.) Schättin 47’ Koné 54’ Wüthrich |

| Arbitro: | Piccolo |

|                                                          |           |            |
| Oliveira 9’ Margiotta 60’ Ndoye 69’ Dominguez 88’ (rig.) | Marcatori | 50’ Radice |

| Arbitro: | Wolfensberger |

|                            |           |  |
| Hajrović 26’ Sliskovic 83’ | Marcatori |  |

| Arbitro: | Shammari |

|            |           |  |
| Sutter 31’ | Marcatori |  |

| Arbitro: | Wolfensberger |

|                        |           |  |
| Seferi 13’ Doumbia 25’ | Marcatori |  |

| Arbitro: | Schärli |

|           |           |                                                 |
| Hadzi 85’ | Marcatori | 49’, 64’ Sliskovic 63’ Radice 81’ (rig.) Arnold |

| Arbitro: | Dudic |

|                                              |           |                           |
| Helbling 10’ (aut.) Sliskovic 27’ Seferi 55’ | Marcatori | 19’ Demhasaj 81’ Pugliese |

### Coppa Svizzera
| Arbitro: | Dudic |

|  |           |                                     |
|  | Marcatori | 14’ Seferi 40’ Sliskovic 80’ Sutter |

| Arbitro: | Horisberger |

|              |           |                       |
| Magnetti 55’ | Marcatori | 9’ Doumbia 68’ Sutter |

| Winterthur 31 ottobre 2018, ore 20:00 CET Ottavi di finale | Winterthur | 0 – 1 referto | Basilea | Stadion Schützenwiese (8 400 spett.) |
| \| \| \| \| \| \| Marcatori \| 53’ Widmer \|               |            |               |         |                                      |
|                                                            |            |               |         |                                      |
|                                                            | Marcatori  | 53’ Widmer    |         |                                      |

## Statistiche

### Statistiche di squadra
| Competizione     | Punti | In casa | In casa | In casa | In casa | In casa | In casa | In trasferta | In trasferta | In trasferta | In trasferta | In trasferta | In trasferta | Totale | Totale | Totale | Totale | Totale | Totale | DR |
| Competizione     | Punti | G       | V       | N       | P       | Gf      | Gs      | G            | V            | N            | P            | Gf           | Gs           | G      | V      | N      | P      | Gf     | Gs     | DR |
| ---------------- | ----- | ------- | ------- | ------- | ------- | ------- | ------- | ------------ | ------------ | ------------ | ------------ | ------------ | ------------ | ------ | ------ | ------ | ------ | ------ | ------ | -- |
| Challenge League | 56    | 18      | 9       | 5       | 4       | 28      | 18      | 18           | 7            | 3            | 8            | 29           | 33           | 36     | 16     | 8      | 12     | 57     | 51     | +6 |
| Coppa Svizzera   | -     | 1       | 0       | 0       | 1       | 0       | 1       | 2            | 2            | 0            | 0            | 5            | 1            | 3      | 2      | 0      | 1      | 5      | 2      | +3 |
| Totale           | 56    | 19      | 9       | 5       | 5       | 28      | 19      | 20           | 9            | 3            | 8            | 34           | 34           | 39     | 18     | 8      | 13     | 62     | 53     | +9 |

### Andamento in campionato
| Giornata  | 1 | 2 | 3 | 4 | 5 | 6 | 7 | 8 | 9 | 10 | 11 | 12 | 13 | 14 | 15 | 16 | 17 | 18 | 19 | 20 | 21 | 22 | 23 | 24 | 25 | 26 | 27 | 28 | 29 | 30 | 31 | 32 | 33 | 34 | 35 | 36 |
| --------- | - | - | - | - | - | - | - | - | - | -- | -- | -- | -- | -- | -- | -- | -- | -- | -- | -- | -- | -- | -- | -- | -- | -- | -- | -- | -- | -- | -- | -- | -- | -- | -- | -- |
| Luogo     | T | C | T | C | T | C | T | C | C | T  | C  | T  | C  | C  | T  | T  | C  | T  | C  | T  | C  | T  | C  | T  | C  | T  | T  | C  | T  | C  | T  | C  | T  | C  | T  | C  |
| Risultato | P | V | V | N | P | N | V | V | P | V  | V  | N  | V  | P  | P  | V  | N  | V  | V  | P  | V  | N  | N  | P  | P  | P  | V  | N  | N  | P  | P  | V  | P  | V  | V  | V  |
| Posizione | 8 | 5 | 2 | 3 | 5 | 5 | 4 | 4 | 4 | 3  | 3  | 3  | 2  | 3  | 4  | 3  | 3  | 2  | 2  | 3  | 3  | 3  | 3  | 3  | 3  | 4  | 3  | 4  | 4  | 4  | 4  | 4  | 4  | 4  | 4  | 4  |

Legenda:

Luogo: C = Casa; T = Trasferta. Risultato: V = Vittoria; N = Pareggio; P = Sconfitta.

### Statistiche dei giocatori
| Giocatore        | Challenge League | Challenge League | Challenge League | Challenge League | Coppa Svizzera | Coppa Svizzera | Coppa Svizzera | Coppa Svizzera | Totale   | Totale | Totale      | Totale     |
| Giocatore        | Presenze         | Reti             | Ammonizioni      | Espulsioni       | Presenze       | Reti           | Ammonizioni    | Espulsioni     | Presenze | Reti   | Ammonizioni | Espulsioni |
| ---------------- | ---------------- | ---------------- | ---------------- | ---------------- | -------------- | -------------- | -------------- | -------------- | -------- | ------ | ----------- | ---------- |
| E. Abedini       | 11               | 0                | 0                | 0                | 0              | 0              | 0              | 0              | 11       | 0      | 0           | 0          |
| R. Alves         | 33               | 6                | 3                | 0                | 2              | 0              | 1              | 0              | 35       | 6      | 4           | 0          |
| R. Arnold        | 34               | 1                | 7                | 0                | 3              | 0              | 0              | 0              | 37       | 1      | 7           | 0          |
| D. Callà         | 28               | 5                | 6                | 0                | 2              | 0              | 0              | 0              | 30       | 5      | 6           | 0          |
| M. Cavar         | 8                | 1                | 1                | 0                | 0              | 0              | 0              | 0              | 8        | 1      | 1           | 0          |
| O. Doumbia       | 32               | 5                | 4                | 2                | 3              | 1              | 0              | 0              | 35       | 6      | 4           | 2          |
| K. Gazzetta      | 26               | 2                | 5                | 0                | 1              | 0              | 0              | 0              | 27       | 2      | 5           | 0          |
| J. Gele          | 6                | 1                | 0                | 0                | 0              | 0              | 0              | 0              | 6        | 1      | 0           | 0          |
| S. Hajrović      | 32               | 2                | 9                | 0                | 3              | 0              | 1              | 0              | 35       | 2      | 10          | 0          |
| V. Hamdiu        | 7                | 0                | 1                | 0                | 0              | 0              | 0              | 0              | 7        | 0      | 1           | 0          |
| A. Hoxha         | 0                | 0                | 0                | 0                | 0              | 0              | 0              | 0              | 0        | 0      | 0           | 0          |
| G. Isik          | 30               | 3                | 6                | 0                | 3              | 0              | 0              | 0              | 33       | 3      | 6           | 0          |
| G. Lekaj         | 25               | 0                | 4                | 0                | 3              | 0              | 0              | 0              | 28       | 0      | 4           | 0          |
| M. Lepik         | 0                | 0                | 0                | 0                | 0              | 0              | 0              | 0              | 0        | 0      | 0           | 0          |
| D. Markaj        | 25               | 0                | 3                | 0                | 2              | 0              | 0              | 0              | 27       | 0      | 3           | 0          |
| B. Milosavljević | 1                | 0                | 0                | 0                | 1              | 0              | 0              | 0              | 2        | 0      | 0           | 0          |
| N. Milosavljević | 1                | 0                | 0                | 0                | 0              | 0              | 0              | 0              | 1        | 0      | 0           | 0          |
| L. Mulaj         | 4                | 0                | 0                | 0                | 0              | 0              | 0              | 0              | 4        | 0      | 0           | 0          |
| L. Radice        | 33               | 5                | 9                | 0                | 2              | 0              | 1              | 0              | 35       | 5      | 10          | 0          |
| J. Roth          | 0                | 0                | 0                | 0                | 0              | 0              | 0              | 0              | 0        | 0      | 0           | 0          |
| A. Rüegg         | 0                | 0                | 0                | 0                | 0              | 0              | 0              | 0              | 0        | 0      | 0           | 0          |
| R. Saliji        | 12               | 0                | 0                | 0                | 1              | 0              | 0              | 0              | 13       | 0      | 0           | 0          |
| M. Schmid        | 0                | 0                | 0                | 0                | 0              | 0              | 0              | 0              | 0        | 0      | 0           | 0          |
| T. Schättin      | 31               | 0                | 4                | 0                | 3              | 0              | 1              | 0              | 34       | 0      | 5           | 0          |
| T. Seferi        | 32               | 10               | 9                | 0                | 3              | 1              | 0              | 0              | 35       | 11     | 9           | 0          |
| L. Sliskovic     | 35               | 13               | 3                | 0                | 3              | 1              | 0              | 0              | 38       | 14     | 3           | 0          |
| R. Spiegel       | 35               | 0                | 1                | 0                | 2              | 0              | 0              | 0              | 37       | 0      | 1           | 0          |
| N. Stettler      | 8                | 0                | 0                | 0                | 0              | 0              | 0              | 0              | 8        | 0      | 0           | 0          |
| M. Sutter        | 12               | 0                | 0                | 0                | 3              | 2              | 0              | 0              | 15       | 2      | 0           | 0          |
| P. Sutter        | 0                | 0                | 0                | 0                | 0              | 0              | 0              | 0              | 0        | 0      | 0           | 0          |
| E. Wild          | 29               | 1                | 0                | 0                | 2              | 0              | 0              | 0              | 31       | 1      | 0           | 0          |